# Agrypon alaskense
Agrypon alaskense är en stekelart som först beskrevs av William Harris Ashmead 1902.  Agrypon alaskense ingår i släktet Agrypon och familjen brokparasitsteklar. Inga underarter finns listade i Catalogue of Life.